# San Miguel Guancapla
San Miguel Guancapla o San Miguelito es un municipio del departamento de Intibucá en la República de Honduras.

## Toponimia
Durante un tiempo la localidad fue denominado San Miguelito y Guancapla significa "En los Guacales".

## Límites
| Orientación | Límite                              |
| ----------- | ----------------------------------- |
| Norte       | Municipio de San Juan, Intibucá     |
| Norte       | Municipio de Yamaranguila, Intibucá |
| Sur         | Municipio de Dolores, Intibucá      |
| Este        | Municipio de Yamaranguila, Intibucá |
| Oeste       | Municipio de Erandique, Lempira     |

## Historia
En 1589, se cree que fue fundado.
En 1791, en el recuento de población de 1791 figuraba un Pueblo con el nombre de Guancapla, del Curato de Intibucá,
En 1870, le dieron categoría de municipio.
En 1883, al crearse el Departamento de Intibucá, era uno de los municipios de que formaban el Distrito de La Esperanza, con el nombre de San Miguel Guancapla, últimamente durante mucho tiempo se ha dejado como San Miguelito.
En 1984 (2 de octubre), con el Decreto 166-84, promulgado por el Gobierno de la república, presidido por el Doctor Roberto Suazo Córdova, queda zanjada definitivamente la cuestión del nombre de este municipio, siendo oficialmente a partir de esta fecha el de "San Miguel Guancapla".

## División Política
Aldeas: 5 (2013)
Caseríos: 76 (2013)
| Código | Aldea                                                         |
| ------ | ------------------------------------------------------------- |
| 101401 | San Miguelito o San Miguel Guancapla (cabecera del municipio) |
| 101402 | Cofradía                                                      |
| 101403 | Chupucay o Resina                                             |
| 101404 | San Antonio                                                   |
| 101405 | Segua                                                         |